# ディーン・カーナーシス

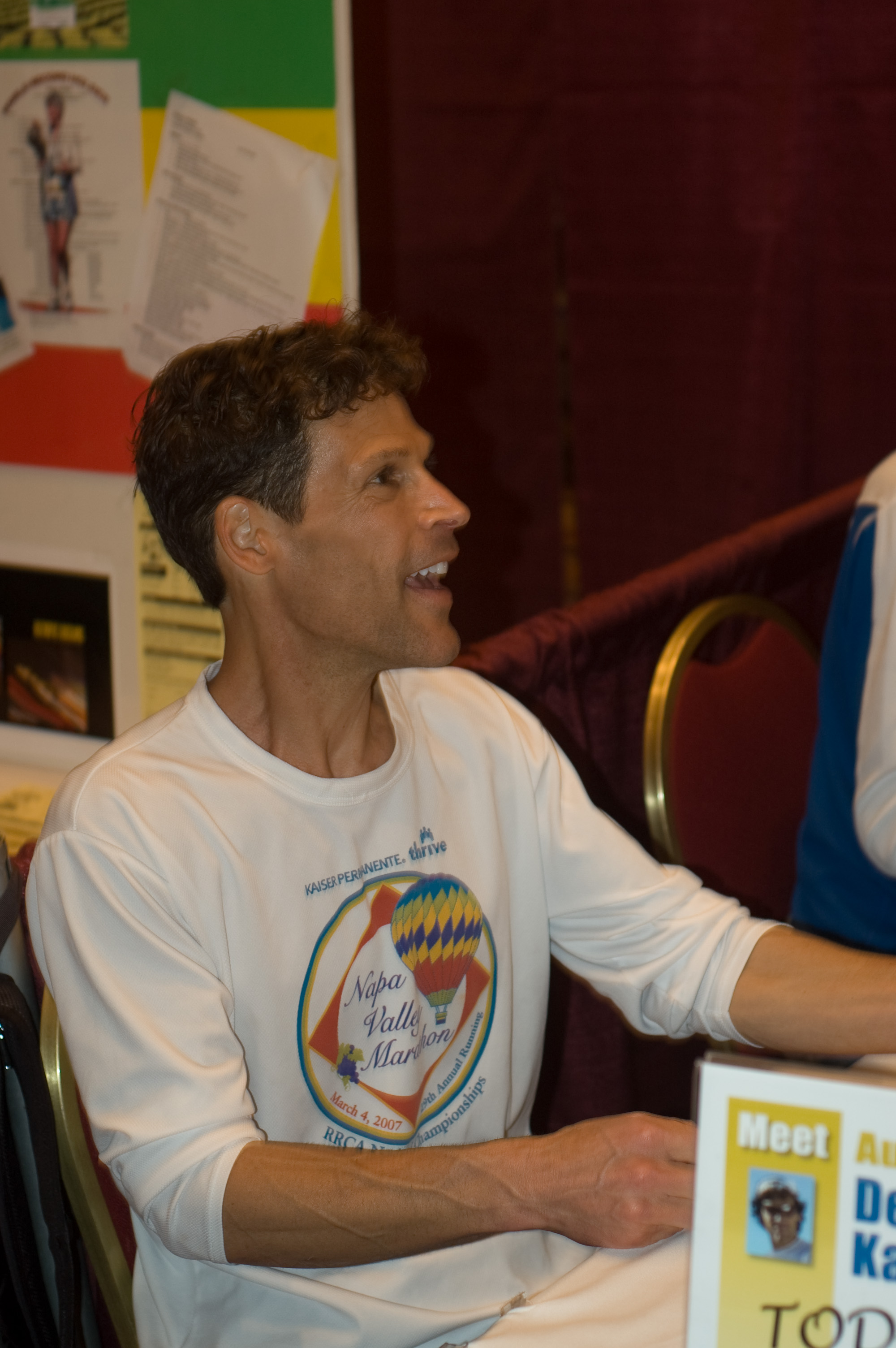
2008年

ディーン・カーナーシス（Dean Karnazes、1962年8月23日 - ）はギリシャ系アメリカ人のマラソン選手、ウルトラマラソン選手。

## 来歴
アメリカ合衆国カリフォルニア州ロサンゼルス出身。幼少期より走ることが好きで、高校時代には陸上部に所属していた。その後、社会に出ると、サンフランシスコの健康食品会社のマーケティング担当として、ビジネスマンとして成功し、家庭も持った。また、営業成績がよかったため勤めていた会社から自動車（レクサス）を贈呈された。30歳の誕生日までに十分以上と呼べるものを手に入れるなど、順風満帆な人生を歩んできたカーナーシスは、ある夜、美人の女性から不倫の誘いを受ける。しかし、この誘いを受けた瞬間、自分はこんなことをしているべきではないと思い立ち、トイレに行くとクラブを抜け出してその晩からマラソンを始めた。カーナーシスは、高校時代から15年間もまともにランニングなどしてこなかったが、次第に長距離マラソンに慣れていく。
こうして通常のフルマラソンよりも長く走れるようになったカーナーシスは、ウルトラマラソンにも挑戦するようになる。過酷なマラソン大会に挑戦するようになった彼は、2006年3月2日に「Ultramarathon Man: Confessions of an All-Night Runner」を出版し一躍名が知られ渡った。

## 備考
- 2005年4月26日に、映画評論家の町山智浩が、ラジオ番組「コラムの花道」においてカーナーシスの生い立ちを紹介し日本に伝わった。[要出典]
- 2007年に、TIME誌が選定する世界で最も影響力のある100人のなかで、27番に選ばれた。[要出典]